# Oreios
Oreios (grekiska Ορειος) var en bergsgud i grekisk mytologi. Oreios bodde troligtvis på berget Othrys i Malis (centrala Grekland) och var förmodligen son till Gaia. Han hade två barn, Oxylos och Hamadryas.